# Agathe Alexandrine Gavaudan
Pour les articles homonymes, voir Gavaudan.
Agathe Alexandrine Gavaudan, dite Mme Raimbaux ou Raimbaux-Gavaudan (née le 11 avril 1802 à Paris et morte le 19 avril 1877 à Paris 2e) est une artiste lyrique française.

## Biographie
Agathe Alexandrine Gavaudan est la fille de Jean-Baptiste Gavaudan et Alexandrine-Marie-Agathe Gavaudan-Ducamel.
En 1820, elle épouse  Antoine François Victor Raimbaux (†1843) et ont deux enfants.
Elle est l'élève de Manuel Garcia. Elle se fait d'abord apprécier dans les salons et dans les concerts, avec, entre autres, Mme Malibran. En 1830, elle joue en Angleterre; et en 1831, à Londres. En mars 1831, elle débute au théâtre-italien dans le rôle d'Isabella de L'italiana in Algeri, qui ne peut être chanter que par un véritable contralto, puis de Rosine dans Le Barbier de Séville et dans La Cenerentola.  Elle joue le rôle d'Arsace, un peu bas pour elle, dans Semiramide, dans La Prova d'un opéra séria.
Elle joue à Naples en 1833 où elle obtient des succès. Une maladie l'oblige à revenir à Paris en 1834 où elle donne des cours de chant et chante dans les concerts. Fétis s'assure de sa collaboration pour les concerts historiques qu'il donne à Paris. Elle est engagée au théâtre-Italien pour la fin de la saison 1835.
Au Théâtre-Italien, le 23 janvier 1836, une représentation à son bénéfice est donnée. Peu de temps après Mme Raimbaux quitte la scène italienne.
Mme Raimbaux-Gavaudan, devenue veuve, épouse en secondes noces, le poète Cordellier-Delanoue.

## Rôle
- 1831 : L'italiana in Algeri, rôle d'Isabella[8],[10],[17].
- 1832 : La Cenerentola, rôle éponyme[18].
- 1832 : Tancredi, rôle éponyme[19],[20].
- 1832, 1835 : La Prova d'un opéra séria, rôle de Corilla

## Pour approfondir